# Skovshoved tankstation
Skovshoved tankstation er en tankstation i funkis-stil opført i 1936 er tegnet af arkitekt Arne Jacobsen.
Arne Jacobsen har brugt elementer fra den berømte stol Myren, hvor ryggens facon ses i tankstationens halvtag.
I 2006 modtog tankstationen Europa Nostra-prisen for en renovering af bygningen.
I dag drives tankstationen som en UNO-X-tankstation.